# Stenia modestalis
Stenia modestalis là một loài bướm đêm trong họ Crambidae.